# Aquaporină

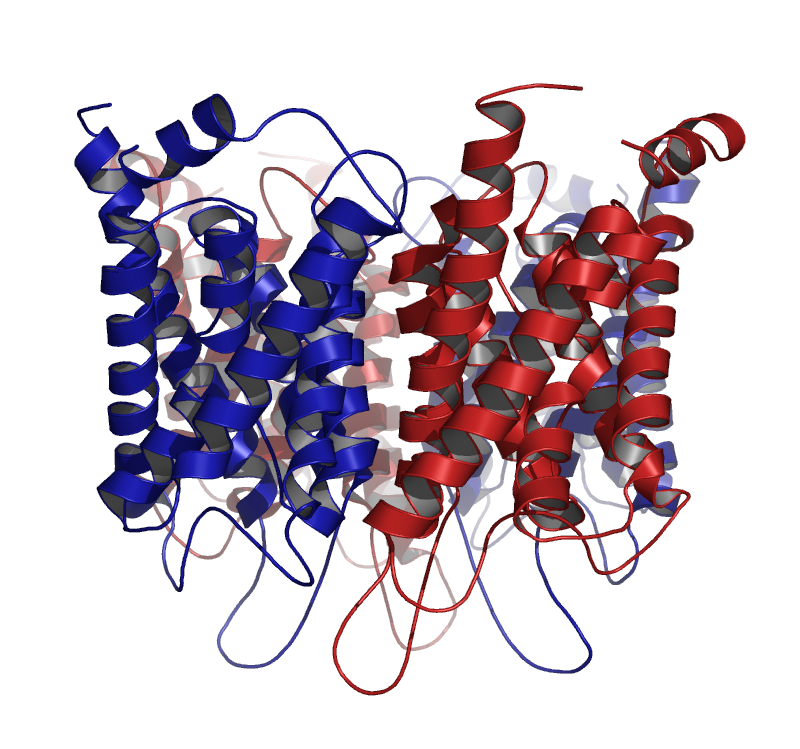
Structura cristalografică a aquaporinei 1 (AQP1) PDB 1j4n.

Aquaporinele sunt canale de natură proteică, formând pori în membrana celulară a celulelor și facilitând astfel transportul intercelular al moleculelor de apă. Aquaporinele sunt regăsite în membrana mai multor tipuri de celule, inclusiv la bacterii, fungi, animale și plante.
Aceste proteine prezintă șase domenii cu structură de tip alfa-helix, având capetele amino și carboxilice terminale pe partea citoplasmatică. Regiunile hidrofobe din structură conțin resturi de aminoacizi de tipul asparagină-prolină-alanină (NPA), care formează un canal ca un por în centrul porinei.
În anul 2003, lui Peter Agre i-a fost acordat Premiul Nobel pentru Chimie pentru descoperirea aquaporinelor, iar lui Roderick MacKinnon i s-a acordat premiul pentru determinarea structurii și mecanismului canalelor de potasiu.